# 古賀伝太郎
古賀 伝太郎（こが でんたろう、1880年3月1日 - 1932年1月9日）は、日本陸軍の軍人。最終階級は陸軍大佐。しばしば「古賀聯隊長」とよばれる。旧姓、野方。

## 経歴
佐賀県佐賀郡生まれ。野方房次の五男として生まれ、古賀家の養子となる。佐賀中学校卒を経て、1901年（明治34年）12月、士官候補生（15期）として騎兵第3連隊に入隊。1903年（明治36年）11月、陸軍士官学校を卒業。1904年（明治37年）3月、騎兵少尉に任官、騎兵第3連隊付としてただちに日露戦争に出征し、随所で戦って戦功あり。奥保鞏軍司令官から個人感状を授与された。
以後、1910年（明治43年）9月、騎兵第3連隊副官となり、同中隊長、騎兵第22連隊中隊長、同連隊副官、騎兵第2旅団副官などを歴任し、累進して1927年（昭和2年）7月、騎兵中佐に任じ、翌年8月、騎兵第27連隊長に補せられた。
1931年（昭和6年）12月、満州事変に混成第38旅団に属し出動した。翌1932年1月9日朝、抗日ゲリラ掃蕩のため部下の聯隊総員約130名を率いて錦西を出発し、その西方の上坡子付近で俄然、優勢な敵の射撃を受け戦闘を開始したが、戦況はなはだ不利。おりしも敵兵5、600が軍旗所在地の錦西に前進中であるのを目撃し、直ちに隊をまとめて錦西に疾駆し、市街西側部落で激しい白兵戦を敢行したが、敵の数弾をうけて戦死した。
錦西の小部隊は衆敵を受けて一時は軍旗も危殆に瀕したが、かろうじて堪え忍び、増援隊が来るに及んでようやく危機を脱した。
古賀は翌日、大佐に任ぜられた。

## 栄典
位階
- 1904年（明治37年）5月17日 - 正八位[1]
- 1905年（明治38年）8月18日 - 従七位[2]
- 1910年（明治43年）9月30日 - 正七位[3]
- 1915年（大正4年）10月30日 - 従六位[4]
- 1920年（大正9年）11月30日 - 正六位[5]
- 1931年（昭和6年）2月2日 - 正五位[6]
- 1932年（昭和7年）1月18日 - 従四位[7]

勲章
- 1930年（昭和5年）10月15日 - 勲三等瑞宝章[8]

## 親族
- 兄 野方英次郎（陸軍大尉）・野方芳太郎（陸軍大佐）
- 三男 古賀尚（陸軍少佐）
- ひ孫 古賀及子（エッセイスト、ライター[9]）

## 古賀伝太郎をとりあげた作品
- 音楽作品「古賀連隊長」「噫！古賀連隊」「噫々軍神古賀連隊長」
- 映画「護国の鬼古賀連隊長」（1932年）